# Tiftlingerode
Tiftlingerode ist ein südlich gelegener Stadtteil der Stadt Duderstadt im Landkreis Göttingen in Niedersachsen und liegt an der Kreisstraße 112 zwischen Immingerode und Duderstadt (Kernstadt) und Gerblingerode, gut einen Kilometer südwestlich von Duderstadt in der Goldenen Mark. Der zum Untereichsfeld gehörende Ort wurde am 1. Januar 1973 eingemeindet und hat rund 880 Einwohner.

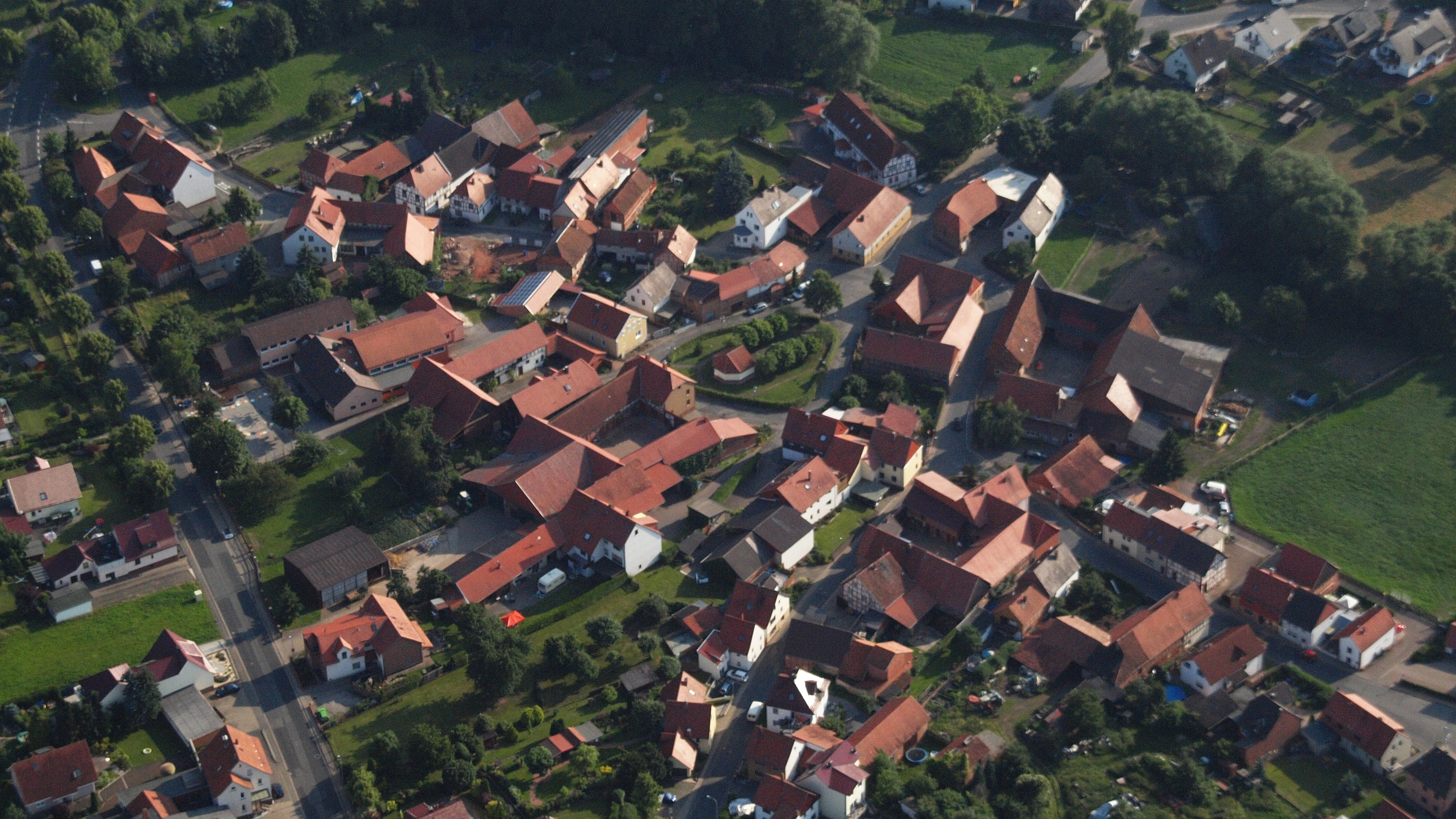
Tiftlingerode, Ortsmitte

## Geschichte
Tiftlingerode wurde erstmals am 8. November 1141 urkundlich erwähnt. Damals verlieh der Graf Siegfried IV. von Boyneburg dem Benediktinerkloster Northeim verschiedene Rechte und bestätigte darüber hinaus aufgeführten Besitz. In der Reihe der Besitztümer wird hier ein Hof in „Theodolwingerothe“ genannt. Die Absicht, die damit verfolgt wurde, war offensichtlich, das Kloster Northeim vor Ansprüchen des Erzbischofs von Mainz und vor Übergriffen des Grafen von Dassel zu schützen. Eine weitere Nennung des Dorfes findet sich in einer Urkunde Heinrichs des Löwen, welche am 24. November 1162 in Herzberg ausgestellt wurde und – wie die Urkunde von 1141 – als unecht gilt. In diesem Dokument bestätigt Heinrich dem Kloster Northeim unter anderem den Besitz des Ortes „Theodoluingerodh“ (auch als „Theodoluesgerod“ aufgeführt). Dass Tiftlingerode bereits um 990 unter dem Namen „Thiedilfingigirod“ existiert haben soll, lässt sich nicht genau festlegen, da eine Urkunde aus dem gleichen Jahr, in der Otto III. dem Marienkloster in Gandersheim Besitzungen bestätigt, als Fälschung gilt. Eine alte Handschrift gibt Auskunft darüber, dass ab dem 13. Jahrhundert die Herren von Billingshausen in den Dörfern Herwigshagen (Herbigshagen), Gerblingerode und Tiftlingerode den Zehnten als Lehen besaßen, bevor im 14. Jahrhundert die Herren von Westernhagen ihnen jenen Zehnt abkauften. Archäologische Funde lassen den Schluss zu, dass auf dem ehemaligen Kirchplatz bereits im 10. oder 11. Jahrhundert ein Kirchbau, wahrscheinlich in Form einer ottonischen Wehrkirche, stand. Auslöser für die Vermutung einer früheren ottonischen Wehrkirche kam man im Jahre 1986. Damals wurden im Rahmen der Umgestaltung des ehemaligen Kirchenhügels im Altdorfzentrum eine Flächengrabung durchgeführt mit dem Ziel, ältere Kirchenreste zu dokumentieren. Dabei fand man unter und neben dem Fundament der 1983 abgebrochenen Kirche St. Nikolaus die Überreste seines ottonischen Vorgängerbaus. Rekonstruktionen lassen den Schluss zu, dass es sich dabei um einen einschiffigen Saalkirchenbau mit einem eingezogenen quadratischen Chor und einer Gesamtlänge von ungefähr 20 m handelte. Die Kirche stand im Mittelpunkt einer ringförmigen Befestigungsanlage und befand sich im grundherrschaftlichen Einzugsbereich des benachbarten liudolfingischen Villikationshaupthofes von Duderstadt.
Ab 1432 bis 1815 bildete Tiftlingerode eines von elf Ratsdörfern, das politisch und jurisdiktionell abhängig vom Rat der Stadt Duderstadt war. Ihm war es zu Ablieferungen von Naturalabgaben und Dienstleistungen verpflichtet. Während der Kriege des 17. und 18. Jahrhunderts war der Ort von Plünderungen, Einquartierungen und hohen Kontributionszahlungen betroffen. Während des 19. Jahrhunderts war die Schafzucht in Tiftlingerode verbreitet, sodass die Gemeinde einen Teil der Duderstädter Schäferei pachtete. Weiterhin bildete das Bauhandwerk eine wichtige Erwerbsquelle, 1896 war knapp über die Hälfte der Erwerbstätigen in dieser Branche beschäftigt. Im Jahre 1934 wurde in Tiftlingerode die örtliche Freiwillige Feuerwehr gegründet. Die Forcierung der Freiwilligen Feuerwehren fand im Eichsfeld vor allem nach der Machtübernahme der Nationalsozialisten 1933 statt, die Schaffung des Eichsfelder Feuerwehrwesens basierte dabei vor allem auf jene beiden Gründe, die es zuließen, sie einerseits aufgrund ihres hierarchischen Aufbaus gut in das Führerprinzip zu integrieren und andererseits sollte auf diese Weise das wehrwirtschaftliche Potential für den bevorstehenden Krieg erhalten werden. Nach dem Zweiten Weltkrieg wuchs die Bevölkerung stark an, zwischen 1961 und 1985 verdoppelte sich die Gebäudeanzahl vor Ort. Seit den 1990er Jahren wurden Neubaugebiete erschlossen, die sich heute deutlich vom alten Ortskern abzeichnen.

### Ortsname
Der Wandel von Theodolwingerothe zu Tiftlingerode ist zwar sprach- wissenschaftlich nicht regelrecht, doch ist so ein Namenssprung nicht völlig ungewöhnlich. Professor Dr. Ulrich Scheuermann vom Institut für Historische Landesforschung an der Universität Göttingen, der als Bearbeiter des niedersächsischen Wörterbuches wohl der führende Experte auf dem Gebiet niedersächsischer Namenforschung ist, kommt ebenfalls zu dem unmissverständlichen Urteil, dass es sich bei „Theodolwingerothe“ um die ältere Namensform für Tiftlingerode handelt. Möglich ist auch, dass der Name als „Rodungssiedlung der Leute des Therdolf“ zu deuten ist.

### Einwohnerentwicklung
- 1813: 144[8]
- 1848: 214[9]
- 1863: 218[10]
- 1925: 288
- 1933: 313
- 1939: 392
- 1961: 595[2]
- 1970: 768[2]
- 2008: 938
- 2019: 902

## Politik

### Ortsrat
Der Ortsrat setzt sich aus neun Ratsfrauen und Ratsherren zusammen.
- CDU: 9 Sitze

(Stand: Kommunalwahl am 12. September 2021)

### Wappen
Das Wappen wurde am 11. April 1951 durch das Niedersächsische Innenministerium genehmigt.
Blasonierung: „In Blau eine wachsende Bischofsfigur, die in der rechten Hand ein geschlossenes blaues Buch mit silbernem Schnitt, auf dem drei rote Äpfel liegen, und in der linken Hand einen mit Krümmung nach innen gekehrten goldenen Bischofsstab hält. Obergewand und Mitra in Gold, Gesicht und Hände in Silber.“
Das Wappen zeigt den heiligen St. Nikolaus den Kirchenpatron der Gemeinde Tiftlingerode.
Der Grafiker und Maler Fritz Reimann aus Fuhrbach entwarf das Wappen des Ortes.

## Sehenswürdigkeiten

### Kirche St. Nikolaus

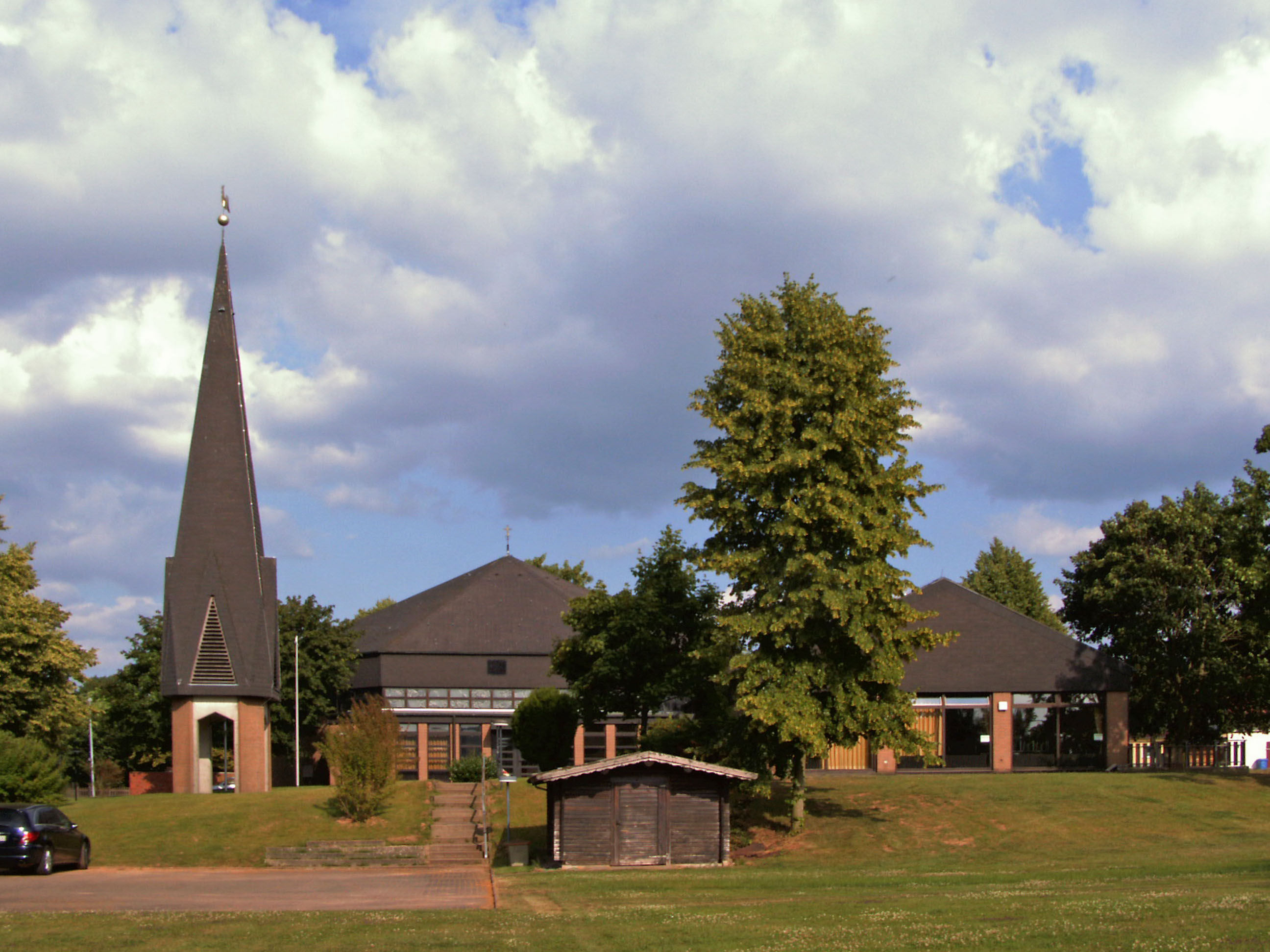
St.-Nikolaus-Kirche

Innenansicht der St.-Nikolaus-Kirche

Die heutige katholische Kirche St. Nikolaus besteht bereits als dritter Kirchenbau in Tiftlingerode. Vorgängerkirchen bildeten Gotteshäuser aus dem 10./11. Jahrhundert sowie eine auf Initiative des erzbischöflichen Kommissarius Herwig Böning 1687 erbaute Barockkirche. Diese erweiterte man durch Ergänzungen am Langhaus im Jahre 1867 und nutzte sie noch bis ins Jahr 1983 hinein. Bereits 1978 wurde mit dem Bau einer neuen Pfarrkirche begonnen, für dessen Standort man nun nicht mehr als Ausgangsbasis den Ort der Vorgängerbauten wählte. Der Neubau wurde am 20. September 1980 durch Heinrich Maria Janssen, den damaligen Bischof von Hildesheim, konsekriert. So zeigt sich die heutige Kirche als ein gelb verklinkerter, eingeschossiger Bau mit schiefergedecktem Zeltdach und Anbauten für Räume, die von der Gemeinde genutzt werden. Ein separat stehender Glockenturm mit einer Höhe von insgesamt 21 m wird von vier freistehenden, nach außen gelb verklinkerten Betonpfeilern gebildet. Als Dach fungiert dabei ein tiefgezogener Schieferhelm. Im Innenraum der Kirche ziehen sich die holzvertäfelten Dachschrägen der freitragenden Dachkonstruktion bis über den Altarraum hin, der durch einige Stufen hervorgehoben wird. Ähnlich wie in anderen Kirchen des Untereichsfelds wurde der Altar in einen weiten Winkel des Raumpolygonals eingepasst. Der Hintergrund des Altarraumes wird von einer Muschelkalkwand gebildet, die ein altes gotisches Kreuz aus der unmittelbaren Vorgängerkirche trägt. Ebenso erhalten wurde eine Strahlenkranzmadonna und eine Nikolausfigur. Weiterhin befinden sich an der Wand Reliefmotive, welche sich am Altar, Ambo und Tabernakel wiederholt zeigen. Die Seitenwände werden von vier Rechteckfenstern unterteilt, auf denen Bildnisse aus der Marien-, Martins- und Nikolauslegende dargestellt sind. Die Farben der Fenster, gehalten in Rot, Orange, Blau und Grauabstufungen, verweisen auf die Symbolik „Tag und Nacht“ sowie „Sonne und Mond“. Seit dem 1. November 2014 gehört die Kirche zur Pfarrei St. Cyriakus mit Sitz in Duderstadt.

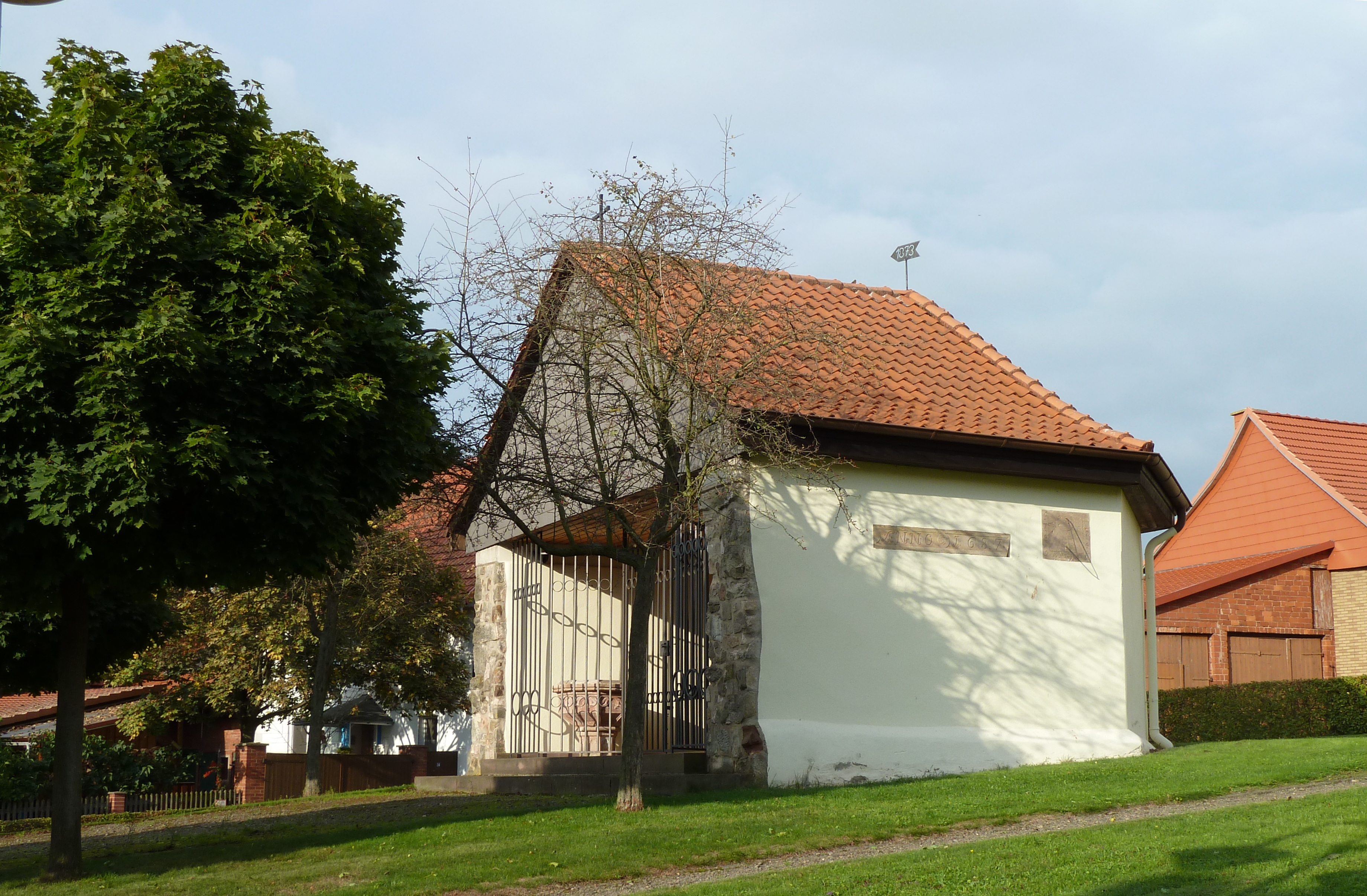
Chorraumrest der ehemaligen Kirche St. Nikolaus

### Dorfplatz
Von der 1687 erbauten denkmalgeschützten Kirche ist am alten Standort noch der Unterbau des Chorraums erhalten. Dieser Baurest wurde mit einem neuen Dach versehen und mit einem Gitter verschlossen, im Innern befinden sich ein steinerner Altartisch, ein Taufstein, ein Kruzifix sowie zwei Sandsteintafeln zum Gedenken an die Gefallenen der Weltkriege. Der ehemalige Standort der Kirche wurde 1986 zum Dorfplatz umgestaltet, am Standort der Kirchenschiffseitenwände wurden Bäume gepflanzt. Im Westen des Platzes erinnert eine neben der alten Glocke aufgestellte Bronzetafel an die Geschichte der Kirche.

## Vereine
- Freiwillige Feuerwehr Tiftlingerode
- Jugendblasorchester Tiftlingerode
- Tennisclub Tiftlingerode
- VfB Tiftlingerode von 1920.
- TT Tiftlingerode
- Wandergruppe Tiftlingerode 1980.
- Gesangverein Einigkeit
- Kolpingsfamilie Tiftlingerode